# Список умерших в 767 году

## Март
- 12 марта — Михаил I, 46-й патриарх Коптской православной церкви (744—767).

## Июнь
- 18 июня — Абу Ханифа (67), исламский богослов, правовед, хадисовед, первый из четырёх имамов суннитских школ, основатель и эпоним ханафитского мазхаба.
- 28 июня — Павел I, Папа Римский (757—767).

## Дата смерти неизвестна или требует уточнения
- Ибн Джурайдж, исламский богослов, мекканский традиционалист.
- Ибн Исхак, арабский историк, автор самой ранней биографии Мухаммеда, дошедшей до наших дней.
- Леон I, правитель Абазгии.
- Мукатиль ибн Сулейман, мусульманский религиозный деятель и комментатор Корана (муфассир).
- Токту, хан Болгарии (767).
- Эрдвульф, король Кента (748—767).
- Эха, иеромонах, святой.